# Borlänge (Gemeinde)
Koordinaten: 60° 29′ N, 15° 26′ O

Borlänge ist eine Gemeinde (schwedisch kommun) in der schwedischen Provinz Dalarnas län und der historischen Provinz Dalarna. Der Hauptort der Gemeinde ist Borlänge.

## Orte
Die Gemeinde Borlänge besteht aus mehreren kleinen Ortschaften (tätorter). Lediglich Borlänge sowie die Orte Romme, Ornäs und Torsång haben nennenswerte Einwohnerzahlen.
| Ortschaft       | Einwohner |
| --------------- | --------- |
| Borlänge        | 42.839    |
| Halvarsgårdarna | 314       |
| Idkerberget     | 243       |
| Norr Amsberg    | 239       |
| Ornäs           | 1.085     |
| Repbäcken       | 236       |
| Romme           | 1.695     |
| Torsång         | 740       |

## Sehenswürdigkeiten
Das Tal Frostbrunnsdalen soll bis zur Christianisierung Schwedens ein Ort für die Anbetung heidnischer Götter gewesen sein. Der zentrale Platz war die Quelle Frökällan (Quelle des Gottes Freyr), die heute verschüttet ist.
Die Gemeinde hat viele schmale Wege, die bei Motorradfahrern sehr beliebt sind. Bei den Touren machen die Fahrer meist im Dorf Torsång Pause, wo eine spezielle Variante des schwedischen Butterbrotes (smörgås) angeboten wird.
In der Hütte Örnässtugan hat sich Gustav Wasa vor den dänischen Verfolgern versteckt. Als diese ihn aufgespürt hatten, soll er durch die Latrinenöffnung geflüchtet sein. Es gibt geführte Besichtigungen durch das Haus.

## Partnerschaften
| Borlänge hat drei nordische Partnerschaften - Larvik, Norwegen - Frederikshavn, Dänemark - Vestmannaeyjar, Island | und ist mit weiteren Gemeinden Partnerschaften eingegangen; - Pitești, Rumänien - Chișinău, Moldawien - Wuhan, Volksrepublik China |

## Söhne der Stadt
- Mando Diao, Rockband
- Sugarplum Fairy, Rockband